# Куцов, Симьон
Симьо́н Ку́цов (рум. Simion Cuţov; 7 мая 1952, Брэила — 1993) — румынский боксёр лёгкой и полусредней весовых категорий, в 1970-е годы выступал за сборную Румынии. Серебряный призёр летних Олимпийских игр в Монреале, дважды чемпион Европы, обладатель серебряной медали чемпионата мира, победитель многих международных турниров и национальных первенств. Заслуженный мастер спорта Румынии.

## Биография
Родился 7 мая 1952 года в городе Брэила.
С раннего детства обладал хорошими бойцовскими качествами: высокой скоростью, сильным ударом, выносливостью. Первого серьёзного успеха на ринге добился в 1972 году, когда в лёгком весе выиграл молодёжный чемпионат Европы. Год спустя стал чемпионом Румынии и побывал на взрослом первенстве Европы в Белграде, откуда привёз медаль золотого достоинства. В 1974 году боксировал на впервые проведённом чемпионате мира в Гаване, сумел дойти здесь до финала, но в решающем матче проиграл советскому боксёру Василию Соломину. Через год подтвердил право называться сильнейшим боксёром Европы, победив всех соперников на соревнованиях в Катовице.
Благодаря череде удачных выступлений Куцов удостоился права защищать честь страны на летних Олимпийских играх 1976 года в Монреале, в полуфинальной стадии взял верх над своим извечным соперником Соломиным, однако в главном бою турнира по очкам уступил американцу Говарду Дэвису.
Получив серебряную олимпийскую медаль, Симьон Куцов продолжил выходить на ринг и остался в основном составе национальной сборной, тем не менее, из-за возраста ему пришлось подняться в полусреднюю весовую категорию. В следующем сезоне ездил на чемпионат мира в Белград, но пробиться в число призёров не смог. В 1980 году прошёл квалификацию на Олимпийские игры в Москву — возлагал большие надежды на этот турнир, однако в первом же своём матче на турнире со счётом 0:5 проиграл советскому чемпиону Серику Конакбаеву. Вскоре после этих соревнований покинул румынскую сборную и завершил карьеру спортсмена. Всего в его послужном списке 155 боёв в любительском олимпийском боксе, из них лишь 20 окончились проигрышем.
После завершения спортивной карьеры Куцов сильно страдал от алкогольной зависимости, у него возникли серьёзные проблемы со здоровьем, и в 1993 году он умер от цирроза печени. Его старший брат Калистрат тоже был довольно известным боксёром, представлял Румынию на трёх Олимпийских играх.